# Belasco
Belasco er et engelsk band, der bevæger sig indenfor genren indie.
Belasco har siden 2001 arbejdet sammen med nogle af de mest internationale anerkendte producere, herunder REM's Charlie Francis, Placebo's Fulton Dingley og den legendariske Hugh Jones (Simple Minds, Echo & The Bunnymen). Belasco udgav flere ep'er og singler samt et debut album inden de i 2006 valgte at samle alle deres mest populære sange fra diverse udgivelser og udgive dem samlet på albummet "Something Between Us".
I 2007 har bandet færdiggjort og udgivet deres kun 2. regulære album "61". Sangene er dybfølte og har den fortættede og ensomt dystre energi som kendetegner bandets udtryk og sound. Tre mand på henholdsvis bas (Duff Battye), Trommer (Bill Cartledge) og guitar/sang (Tim Brownlow).
“This record is us finally capturing what we are all about – our sound. We have previously been talked into over complicating our music. “61” is just us – voice, guitars, bass and drums. It rocks…” siger Belasco's Tim Brownlow omkring udgivelsen af "61".
Det nye album er produceret af Richard Kayvan (Oasis, Supergrass) og John Baker (Beastie Boys, Marilyn Manson, Nine Inch Nails) har stået for mastereringen.

## Belasco line-up
Tim Brownlow: vokal / guitar
Bill Cartledge: trommer
Duff Cooper: bas / kor